# Гумни (Крупський район)
Гумни (біл. вёска Гумны) — село в складі Крупського району Мінської області, Білорусь. Село підпорядковане Ухвальській сільській раді, розташоване в східній частині області.